# Oxyura australis
La malvasía australiana o pato malvasia australiano   (Oxyura australis) es una especie de ave anseriforme de la familia Anatidae. Es un pequeño pato zambullidor que se distribuye por Australia y Tasmania. En Australia su distribución se limita a la cuenca de los ríos Murray y Darling en el sureste y al extremo sur. Su longitud es de aproximadamente 30 a 35 cm. Puede pesar de 500 a 1300 gramos.

## Comportamiento
Habita en los lagos de agua dulce. Algunas parejas anidan en las ciénagas. La nidada consiste de tres a doce huevos. El periodo de incubación es de entre 26 a 28 días y es efectuada por la hembra. Se alimenta de plantas y pequeños invertebrados como insectos, crustáceos y moluscos. Se sumerge para obtener su comida.